# Onthophagus anchommatus
Onthophagus anchommatus là một loài bọ cánh cứng trong họ Bọ hung (Scarabaeidae).